# Jesús Blanco Villar
Jesús Blanco Villar (Rois, 26 marzo 1963) è un ex ciclista su strada spagnolo. Professionista dal 1982 al 1998, si aggiudicò complessivamente tre tappe alla Vuelta a España e indossò per un giorno la maglia gialla nel 1986.

## Carriera
Dotato di buone capacità a cronometro, si trovava a suo agio soprattutto nei brevi prologhi, e conquistò molte brevi corse a tappe spagnole e portoghesi; fra i suoi piazzamenti più significativi vanno menzionati il settimo posto alla Vuelta a España 1988 e il terzo posto alla Vuelta al País Vasco 1989. Oltre a questi risultati, vinse tre tappe alla Vuelta a España, due nel 1986, indossando anche per un giorno la maglia gialla di leader della generale, e una nel 1987.
In due occasioni venne selezionato nella nazionale spagnola per partecipare ai Campionati del mondo, piazzandosi dodicesimo nell'edizione del 1986.
La sua carriera si è sviluppò su due piani, fino al 1994 infatti vestì le casacche di squadre del panorama spagnolo quali la Teka, la Saur e la Lotus-Festina, coadiuvando ciclisti del calibro di Reimund Dietzen, Acácio da Silva e Pëtr Ugrjumov; dal 1995 sino alla fine della carriera gareggiò invece per formazioni portoghesi di secondo livello, continuando comunque ad avere vittorie e risultati in competizioni minori.
Dopo il ritiro è stato per alcuni anni direttore sportivo della formazione spagnola Xacobeo Galicia.

## Palmares
- 1982 (Teka, una vittoria)

Grande Premio Ciudad de Vigo
- 1983 (Teka, due vittorie)

Grand Premio Ciudad de Vigo
Grande Premio San Froilan
- 1984 (Teka, una vittoria)

Prologo Volta Ciclista a Catalunya (Castell-Platja d'Aro, cronometro)
- 1985 (Teka, nove vittorie)

Prologo Vuelta a Galicia (Vigo > Vigo)
3 tappa Vuelta a Galicia (La Coruña > Vivero)
Classifica generale Vuelta a Galicia
Prologo Vuelta a la Comunidad Valenciana (Castellón de la Plana, cronometro)
4ª tappa Vuelta a la Comunidad Valenciana (Gávea > Cocentaina)
Classifica generale Vuelta a la Comunidad Valenciana
1ª tappa, 2ª semitappa Vuelta a Asturias (Pola de Laviana > Pola de Laviana)
1ª tappa, 2ª semitappa Vuelta a Asturias (Barredos > Presa de Tanes, cronometro)
Classifica generale Vuelta a Asturias
3ª tappa Vuelta a Castilla y León (Avila > Avila)
Classifica generale Vuelta a Castilla y León
2ª tappa Vuelta a Murcia (Mazarrón > Caravaca de la Cruz)
Prologo Vuelta a Andalucia - Ruta Ciclista del Sol (Águilas, cronometro)
- 1986 (Teka, due vittorie)

5ª tappa Vuelta a España (Haro > Santander)
19ª tappa Vuelta a España (Benalmádena > Puerto Real)
Prologo Vuelta Burgos (Burgos, cronometro)
- 1987 (Teka, sette vittorie)

3ª tappa Vuelta a Cantabria
5ª tappa, 1ª semitappa Vuelta a Cantabria
Classifica generale Vuelta a Cantabria
18ª tappa Vuelta a España (Valladolid, cronometro)
6ª tappa Vuelta a Castilla y León (Avila > Avila)
Prologo Volta a Galicia (Orense, cronometro)
Prologo Vuelta a Andalucia - Ruta Ciclista del Sol (Almería, cronometro)
- 1988 (Teka, una vittoria)

Grande Premio Cuprosan
- 1989 (Seur, una vittoria)

Grande Premio Ciudade de Vigo
- 1990 (Festina, una vittoria)

Memorial Manuel Galera
- 1991 (Festina, una vittoria)

Classifica generale Volta ao Alentejo
- 1995 (W52-Paredes Movel, una vittoria)

4ª tappa Volta a Tras os Montes e Alto Douro
- 1996 (W52-Paredes Movel, due vittorie)

Circuito de Rio Maior
Classifica generale Volta as Terras de Santa Maria de Feira
- 1997 (L.A.-Pecol, quattro vittorie)

2ª tappa Grand Prix de Gondomar
Classifica generale Grand Prix de Gondomar
4ª tappa, 1ª semitappa Grande Prémio do Minho
3ª tappa Grand Prix Sport Noticias (? > Trancoso)
- 1998 (L.A.- Pecol, due vittorie)

Circuito de Rio Maior
Trofeo RDP - Algarve

## Piazzamenti

### Grandi Giri
- Giro d'Italia:

1989: 25º
- Tour de France

1986: 25º
1987: ritirato (alla 15ª tappa)
1988: 35º
- Vuelta a España:

1983: 45º
1984: 30º
1985: ritirato (alla ?ª tappa)
1986: 16º
1987: 25º
1988: 7º
1989: 16º
1990: ritirato (alla ?ª tappa)
1991: 16º
1992: 36º
1993: 25º

### Competizioni mondiali
- Campionati del mondo su strada

Giavera del Montello 1985 - In linea: ritirato
Colorado Springs 1986 - In linea: 12º
- Coppa del mondo su strada

1988: 58º